# Magdeburger Straßen/R
Nachfolgend werden Bedeutungen und Umstände der Namengebung von Magdeburger Straßen und ihre Geschichte aufgezeigt. Aktuell gültige Straßenbezeichnungen sind in Fettschrift angegeben, nach Umbenennung oder Überbauung nicht mehr gültige Bezeichnungen in Kursivschrift. Soweit möglich werden auch bestehende oder ehemalige Institutionen, Denkmäler, besondere Bauten oder bekannte Bewohnerinnen und Bewohner aufgeführt.
Die Liste erhebt zunächst noch keinen Anspruch auf Vollständigkeit.
Rabenweg; Stadtteil Stadtfeld West; PLZ 39110
Vormals: Reichenberger Straße
Benannt nach der Vogelgattung der Raben.
Rademacherweg; Stadtteil Neue Neustadt; PLZ 39124
Diese Straße wurde nach dem bekannten Magdeburger Schwimmer Erich Rademacher benannt.
Raguhner Straße; Stadtteil Brückfeld; PLZ 39114
Benannt nach dem in Sachsen-Anhalt gelegenen Ort Raguhn. Die Straße wurde in den Jahren 1924 bis 1931 angelegt.
Raiffeisenstraße; Stadtteil Leipziger Straße; PLZ 39112
Vormals: Kruppstraße
Diese Straße wurde nach einem der Begründer der Genossenschaftsbewegung in Deutschland Friedrich Wilhelm Raiffeisen benannt.
Randauer Dorfstraße; Stadtteil Randau-Calenberge; PLZ 39114
Vormals: Dorfstraße
Diese Straße ist die durch das Dorf Randau führende Dorfstraße. Die zusätzliche Bezeichnung Randauer wurde nach der Eingemeindung Randau-Calenberges 1994 nach Magdeburg erforderlich, um Verwechslungen mit einer im Stadtgebiet bereits bestehenden Dorfstraße zu vermeiden.
Randauer Straße; Stadtteil Fermersleben; PLZ 39122
Diese Straße wurde nach dem östlich der Elbe gelegenen Dorf Randau benannt, welches später als Ortsteil von Randau-Calenberge nach Magdeburg eingemeindet wurde.
Ranieser Weg; Stadtteil Berliner Chaussee; PLZ 39114
Benannt nach dem östlich von Schönebeck an der Elbe gelegenen Dorf Ranies.
Rapsbreite; Stadtteil Nordwest; PLZ 39128
Diese Straße wurde nach der Nutzpflanze Raps benannt.
Rathenaustraße; Stadtteil Ottersleben; PLZ 39116
Heute: ?
Diese Straße war nach dem deutschen Politiker Walther Rathenau benannt.
Bekannte Personen, die hier lebten:
- Erich Brose, Heimatforscher, lebte zumindest um 1950 im Haus Nr. 51.

Rathmannstraße; Stadtteil Neustädter Feld; PLZ 39128
Vormals: Artur-Wypochowicz-Straße
Benannt nach dem Pädagogen, Historiker und evangelischen Pfarrer Heinrich Rathmann.
Ratswaageplatz; Stadtteil Altstadt; PLZ 39104
Vormals:
- gehörte zur Apfelstraße oder Schwerdtfegerstraße (17. Jahrhundert).
- Hinter dem Heimwege
- Beim Brauerhof
- Hinter der Wage (1817 bis 1837)
- Hinter der Ratswage (1838 bis 1859) (aber auch Heumarkt)
- Ratswageplatz (1862 bis 1864)
- Victoriaplatz (1865 bis 1880; andere Angaben nennen auch um 1900 noch den Namen Viktoriaplatz)
- Ratswageplatz (1881 bis 1927)

Der Name des Platzes rührt von der bis 1860 auf diesem Platz an der Adresse Breiter Weg 67 befindlichen Ratswaage Magdeburg. Julius Neumann, Magdeburg vor 100 Jahren, Magdeburg, Weihnachten 1900
Rautenbreite; Stadtteil Ottersleben; PLZ 39116
Diese Straße dürfte nach der Pflanze Weinraute (kurz: Raute) benannt sein.
Ravensbergstraße; Stadtteil Altstadt; PLZ 39104
Vormals: Ravensberger Straße
Der Straßenname geht auf die im Bereich dieser Straße ursprünglich befindliche, zur Festung Magdeburg gehörende, Bastion Ravensberg zurück, die ihrerseits wohl nach der Grafschaft Ravensberg benannt gewesen sein dürfte. Zeitweise bestand für die Straße auch die Schreibweise Ravensberger Straße.
Rebenweg; Stadtteil Reform; PLZ 39118
Benannt nach der Pflanzengattung Weinreben (kurz Reben).
Rebhuhnweg; Stadtteil Ottersleben; PLZ 39116
Diese Straße wurde nach der Vogelart Rebhuhn benannt.

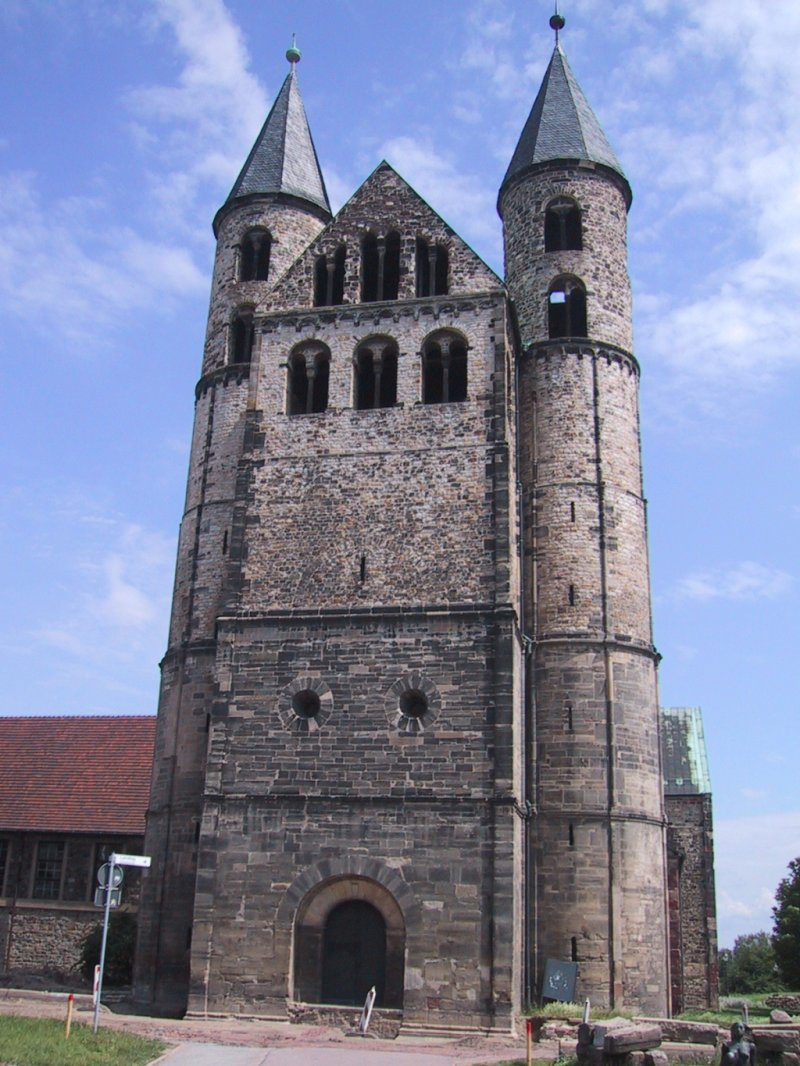
Kloster Unser Lieben Frauen – Klosterkirche Sankt Marien

Regierungsstraße; Stadtteil Altstadt; PLZ 39104
Vormals:
- Steinstraße (im Mittelalter)
- Bei den Glocken (nördlicher Teil) (zumindest seit 1632 bis 1807)

Der Name Regierungsstraße ist zuerst für den südlichen Teil der Straße (südlich der Bärstraße) ab etwa 1730 überliefert. Er rührt von der damals in der Nähe, im Gebäude Domplatz 6, ansässigen königlichen Regierung her.
Bekannte Personen, die hier lebten:
Gotthilf Sebastian Rötger, Pädagoge und Theologe, lebte zumindest zwischen 1817 und 1823 in der Regierungsstraße Nr. 3.
Institutionen, Bauwerke, Denkmäler:
- Haus Nr. 4–6, Kloster Unser Lieben Frauen, ehemalige Klosteranlage, heute Museum und Konzerthalle, erbaut ab 1064.

Reichelstraße; Stadtteil Neue Neustadt; PLZ 39124
Vormals: Am Gutshof
Benannt nach Heinrich Reichel, geb. am 1. Oktober 1901, der nach der faschistischen Machtübernahme als Beauftragter des Zentralkomitees der KPD im Widerstandskampf tätig und mehrfach inhaftiert war. Er wurde von niederländischen Behörden interniert, der Gestapo übergeben und am 22. Juli 1943 in Plötzensee hingerichtet.
Institutionen, Bauwerke, Denkmäler:
- Haus Nr. 23, Bancksche Villa, benannt nach dem Magdeburger Bankier Heinrich Ludwig Banck.

Reichenberger Straße; Stadtteil Stadtfeld West; PLZ 39110
Heute: Rabenweg
Diese Straße war nach Stadt Reichenberg, dem heutigen Liberec, benannt. In der Zeit der DDR wurde sie umbenannt. Namen von Orten, aus denen die deutsche Bevölkerung nach dem Zweiten Weltkrieg vertrieben worden war oder die nicht mehr zu Deutschland gehörten, sollten nicht mehr erscheinen.
Reichspräsidentenstraße; Stadtteil Berliner Chaussee; PLZ 39114
Heute: Berliner Chaussee
Reichspräsident war die Bezeichnung für das Staatsoberhaupt des Deutschen Reiches von 1919 bis 1945.
Reichweinstraße; Stadtteil Fermersleben; PLZ 39122
Benannt nach dem deutschen Pädagogen und sozialdemokratischen Kulturpolitiker Adolf Reichwein, der 1944 in der Zeit des Nationalsozialismus hingerichtet wurde.
Reihersteg; Stadtteil Neustädter See; PLZ 39126
Für die Benennung der zum Wohngebiet Eichenweiler gehörenden Straße stand die Vogelfamilie der Reiher Pate.
Reimarusweg; Stadtteil Werder; PLZ 39114
Dieser Weg durch den Rotehornpark wurde, noch zu dessen Lebzeiten, nach dem ehemaligen Oberbürgermeister Magdeburgs Hermann Otto Reimarus benannt.
Reinhold-Götze-Straße; Stadtteil Stadtfeld Ost; PLZ 39108
Heute: Martin-Agricola-Straße
Diese Straße war nach dem Widerstandskämpfer gegen den Nationalsozialismus und späteren SED-Politiker Reinhold Götze benannt.
Reinhold-Huhn-Straße; Stadtteil Neustädter Feld; PLZ 39128
Heute: Mechthildstraße
Diese Straße war in der Zeit der DDR nach dem Soldaten der Grenztruppen der DDR Reinhold Huhn benannt, der am 18. Juni 1962 in Berlin an der innerdeutschen Grenze von einem nach Westberlin Flüchtenden erschossen worden war. In der DDR wurde Reinhold Huhn mit mehreren Straßenbenennungen und einem Denkmal in Berlin geehrt. Nach der Wende wurde die Straße dann umbenannt.
Reiterweg; Stadtteil Alt Olvenstedt; PLZ 39130
 ?
Rembrandtweg; Stadtteil Nordwest; PLZ 39128
Diese Straße wurde nach dem bedeutenden niederländischen Maler Rembrandt van Rijn benannt.
Remkersleber Weg; Stadtteil Diesdorf; PLZ 39110
Vormals: Scheller-Privatweg (bis 1938)
Benannt nach dem in Sachsen-Anhalt gelegenen Dorf Remkersleben.
Remtergang; Stadtteil Altstadt; PLZ 39104
Diese kleine Straße führt östlich am Remter des Magdeburger Doms vorbei und trägt daher ihren Namen.
Institutionen, Bauwerke, Denkmäler:
- Haus Nr. 1, ehemalige Domherrenkurie, erbaut im 16. Jahrhundert, das zweistöckige Fachwerkgebäude ist das älteste Wohnhaus der Magdeburger Altstadt und überstand bereits die Zerstörung der Stadt im Dreißigjährigen Krieg 1631. Ab 1545 diente es als Domherrenkurie. Von 1631 bis 1810 diente es als Syndikatshaus, in der Zeit der DDR war es Sitz der Dombauhütte. Das Gebäude verfügt über ein romanisches Kellergewölbe und einen Barocksaal.

Rennebogen; Stadtteil Neu Olvenstedt; PLZ 39130
Der Name der Straße geht auf den in der Nähe verlaufenden Bach Faule Renne zurück.
Rennetal; Stadtteil Neu Olvenstedt, Nordwest und Stadtfeld Ost; PLZ 39130. 39128 und 39108
Der Name der Straße geht auf den nördlich der Straße verlaufenden Bach Faule Renne zurück.
Renneweg; Stadtteil Neu Olvenstedt; PLZ 39130
Der Name der Straße geht auf den nördlich der Straße verlaufenden Bach Faule Renne zurück.
Repkowstraße; Stadtteil Salbke; PLZ 39122
Benannt nach dem Juristen und Verfasser des Sachsenspiegels Eike von Repgow.
Resedaweg; Stadtteil Reform; PLZ 39118
Diese Straße wurde nach der Pflanzengattung Reseda benannt.
Resewitzstraße; Stadtteil Neustädter Feld; PLZ 39128
Vormals: Hansheinrich-Kummerow-Straße
Diese Straße wurde nach dem Pädagogen und Abt des Klosters Berge Friedrich Gabriel Resewitz benannt.
Rettelbuschweg; Stadtteil Ottersleben; PLZ 39116
Benannt nach dem Maler und Pädagogen Adolf Rettelbusch.
Die Benennung erfolgte durch den Stadtrat am 8. Juni 2000, war jedoch umstritten. Die Treuhandliegenschaftsgesellschaft mbH (TLG) wollte ein neues Wohngebiet mit 9 neuen Straßen erschließen. Die TLG schlug zur Benennung im Wesentlichen Magdeburger Künstler, so auch Adolf Rettelbusch vor. Hiergegen wandte sich die Bürgerinitiative „Bürger für Ottersleben“ e. V. Sie schlug alte Flurbezeichnungen und dörfliche Begriffe zur Benennung vor. Der Rettelbuschweg sollte danach „Zum Sommerfeld“ heißen. Hierbei handelt es sich um eine alte Flurbezeichnung der näheren Umgebung. Die CDU-Ratsfraktion brachte einen entsprechenden Änderungsantrag in den Stadtrat ein. Zur Begründung hieß es Benennungen nach Personen seien in dem Gebiet eher unüblich und es fehle eine Verbindung zu Ottersleben. Der Änderungsantrag fand im Kommunal- und Rechtsausschuss eine Mehrheit. Im Stadtrat wurde der Antrag jedoch abgelehnt, so dass die Straße nach Adolf Rettelbusch benannt wurde.
Reuterhof; Stadtteil Altstadt; PLZ 39104
Bei dieser Straße handelte es sich um eine kurze Verbindungsstraße zwischen der Georgenstraße und der Große Schulstraße (heutige Julius-Bremer-Straße). Durch den sich nicht an die gewachsene Stadtstruktur haltenden Wiederaufbau der Stadt nach den starken Zerstörungen des Zweiten Weltkrieges wurde diese Straße überbaut. Heute befindet sich an dieser Stelle der Parkplatz des Kaufhauses Karstadt. Die Straße befand sich etwa auf halbem Weg zwischen Max-Otten-Straße und Einfahrt Julius-Bremer-Straße zum Karstadtparkplatz.
Der Name der Straße ging auf die Bezeichnung des Hauses Große Schulstraße 15 als Reuterhof zurück. Der Name bestand, da im Mittelalter hier die städtischen Ausreuter (Reiter) ihre Wohnungen hatten. Dies war bedingt durch die Nähe zum Marstall (siehe auch Marstallstraße). Noch im 20. Jahrhundert war am Reuterhof die Inschrift dy't het die ridderhof zu lesen.
Richard-Bodendorf-Straße; Stadtteil Ottersleben; PLZ 39116
 ?
Richard-Dembny-Straße; Stadtteil Ottersleben; PLZ 39116
Opfer des Faschismus (7. März 1889 / Benneckenbeck - 14. Juni 1942 / KZ Buchenwald) Bäcker, KPD-Mitglied, 1933 Krupp-Arbeiter

Richard-Sorge-Straße; Stadtteil Sudenburg; PLZ 39116
Heute: Astonstraße
Diese Straße war in der Zeit der DDR nach dem deutschen Journalisten und sowjetischen Spion Richard Sorge benannt.
Richard-Wagner-Straße; Stadtteil Alte Neustadt; PLZ 39106
Benannt nach dem Komponisten Richard Wagner, der einige Zeit in Magdeburg lebte und hier auch eine Oper (Das Liebesverbot) und einige andere Werke schuf. Wagner erlebte in Magdeburg die erste Opernaufführung seines Lebens.
Institutionen, Bauwerke, Denkmäler:
- Haus Nr. 3 und 3a, Mietshäuser, erbaut 1903 von Maurermeister Gustav Griesemann in floralem Jugendstil.

Richthofenstraße; Stadtteil Cracau; PLZ 39114
Heute: Mehringstraße
Diese Straße war nach dem deutschen Jagdflieger aus dem Ersten Weltkrieg Manfred von Richthofen benannt.
Ringfurther Weg; Stadtteil Neustädter Feld; PLZ 39128
Vormals: Massaiweg
Diese Straße wurde nach dem Dorf Ringfurth benannt.
Ritterstraße; Stadtteil Neue Neustadt; PLZ 39124
 ?
Institutionen, Bauwerke, Denkmäler:
- Haus Nr. 12–15, Ehemalige Zichorien- und Schokoladenfabrik Joh. Gottl. Hauswaldt, Industriegebäude, erbaut von 1880 bis 1902 nach Plänen von Albert Thiele.

Robert-Koch-Straße; Stadtteile Stadtfeld Ost und Nordwest; PLZ 39108 und 39128
Die Straße wurde nach dem deutschen Mediziner und Mikrobiologen Robert Koch benannt.
Robert-Mayer-Straße; Stadtteil Neue Neustadt; PLZ 39124
Diese Straße wurde nach dem deutschen Arzt und Physiker Julius Robert von Mayer benannt.
Robert-Seitz-Straße; Stadtteil Stadtfeld Ost; PLZ 39108
Vormals: Belforter Privatweg
Die Straße wurde nach dem Zweiten Weltkrieg nach dem Schriftsteller Robert Karl Wilhelm Seitz benannt. Die an Schlachten erinnernden Straßennamen (Sedan und Belfort) wurden gegen unverfänglichere Namen ausgetauscht.
Robinienstraße; Stadtteil Rothensee; PLZ 39126
Benannt nach der Pflanzengattung Robinien.
Rödelstraße; Stadtteil Stadtfeld Ost; PLZ 39108
Vormals: Horst-Wessel-Straße
Diese Straße wurde nach dem Widerstandskämpfer Friedrich Rödel benannt.
Rodensleber Weg; Stadtteil Diesdorf; PLZ 39110
Vormals: Jenssen-Privatweg
Die Straße wurde nach den Orten Groß Rodensleben und Klein Rodensleben benannt.
Rodschinkastraße; Stadtteil Nordwest; PLZ 39128
Heute: Graffweg
Diese Straße war nach dem Piloten und Mitarbeiter der Flugzeugwerke Junkers & Co. Bruno Rodschinka benannt. Viele Straßen in dieser auch als Junkerssiedlung bezeichneten Wohngegend trugen ursprünglich Namen von Mitarbeitern der Firma Junkers. In der Zeit der DDR wurde sie umbenannt.
Rogätzer Straße; Stadtteil Alte Neustadt; PLZ 39106
Benannt nach dem Ort Rogätz.
Institutionen, Bauwerke, Denkmäler:
- Haus Nr. 8, Büro- und Tagungscenter, erbaut 1994 in Stahlverbundbauweise nach Plänen von Frank Köhler.
- Haus Nr. 23–30, altes städtisches Gaswerk, erbaut 1852 (Kühnel) und 1925/1926 (Johannes Göderitz).

Roggengrund; Stadtteil Neu Olvenstedt; PLZ 39130
Benannt nach der Getreideart Roggen. Mehrere Straßen der Umgebung wurden nach Getreidepflanzen benannt.
Rohrdommelweg; Stadtteil Cracau; PLZ 39114
Diese Straße wurde nach der Vogelart Rohrdommel benannt.
Rohrgrundstraße; Stadtteil Neu Olvenstedt; PLZ 39130
Straße im Bereich Düppler Mühle, zwischen Parzellenweg und Düppler Mühlenstraße.
Rohrlaken-Privatweg; Stadtteil Berliner Chaussee; PLZ 39114
Der Name der Straße geht auf den östlich parallel zur Straße verlaufenden Wasserlauf Rohrlake zurück.
Rolf-Herricht-Straße; Stadtteil Hopfengarten; PLZ 39120
Benannt nach dem Schauspieler und Komiker Rolf Herricht.
Der Benennung war ein Antrag von Bündnis 90/Die Grünen im Magdeburger Stadtrat vorausgegangen. An der Stelle des Geburtshauses von Rolf Herricht in der Friesenstraße in Magdeburg-Stadtfeld Ost sollte eine Gedenktafel angebracht werden. Der Antrag wurde vom Stadtrat beschlossen. Während es die Tafel jedoch bis heute nicht gibt, wurde sodann eine Straße nach Rolf Herricht benannt. Die Benennung wurde vom Stadtrat am 14. November 2002, im Zusammenhang mit dem Till-Eulenspiegel-Ring und der Fritze-Bollmann-Straße, beschlossen.
Rollenhagenstraße; Stadtteil Alte Neustadt; PLZ 39106
Diese Straße ist nach dem Magdeburger Pädagogen und Dichter Georg Rollenhagen benannt.
Rollestraße: Stadtteil Neustädter Feld; PLZ 39128
Vormals: Maria-Kühne-Straße
Diese Straße wurde nach dem im 18. Jahrhundert in Magdeburg lebenden Komponisten und Musikpädagogen Johann Heinrich Rolle benannt.
Röntgenstraße; Stadtteil Stadtfeld Ost; PLZ 39108
Benannt nach dem deutschen Physiker und Nobelpreisträger Wilhelm Conrad Röntgen.
Roonplatz; Stadtteil Altstadt; PLZ 39104
Heute: Geißlerstraße
Dieser Platz war, wie die angrenzende Straße, nach dem preußischen General und Minister Albrecht Graf von Roon benannt. Obwohl der Platz (Bereich der Kreuzung von Geißler- und Leibnizstraße) auch heute noch besteht, wird er heute als Teil der angrenzenden Straße (Geißlerstraße) geführt.
Roonstraße; Stadtteil Altstadt; PLZ 39104
Heute: Geißlerstraße
Diese Straße war nach dem preußischen General und Minister Albrecht Graf von Roon benannt.
Rose-Privatweg; Stadtteil Salbke; PLZ 39122
 ?
Roseggerstraße; Stadtteil Stadtfeld Ost; PLZ 39108
Diese Straße wurde nach dem österreichischen Schriftsteller Peter Rosegger benannt.
Roseneck; Stadtteil Ottersleben; PLZ 39116
Vormals: Rosenwinkel
Diese Straße wurde nach der Pflanzengattung Rosen benannt. Direkt benachbart ist die Rosenstraße.
Rosengrund; Stadtteil Neu Olvenstedt; PLZ 39130
Diese Straße wurde nach der Pflanzengattung Rosen benannt.
Rosenstraße; Stadtteil Diesdorf; PLZ 39110
Heute: ?
Diese Straße wurde nach der Pflanzengattung Rosen benannt.
Rosenstraße; Stadtteil Ottersleben; PLZ 39116
Diese Straße wurde nach der Pflanzengattung Rosen benannt.
Rosenthalstraße; Stadtteil Neue Neustadt; PLZ 39124
Benannt nach dem Bürgermeister der alten und neuen Neustadt Karl Rosenthal (1775–1847). In moderneren Publikationen wird als Namenspatronin fälschlicherweise auch die Lehrerin und Schulleiterin Elisabeth Rosenthal benannt.
Rosenweg; Stadtteil Alt olvenstedt; PLZ 39130
Diese Straße wurde nach der Pflanzengattung Rosen benannt.
Rosenweg; Stadtteil Hopfengarten; PLZ 39120
Diese Straße wurde nach der Pflanzengattung Rosen benannt.
Rosenwinkel; Stadtteil Ottersleben; PLZ 39116
Heute: Roseneck
Diese Straße wurde nach der Pflanzengattung Rosen benannt.
Rosmarinweg; Stadtteil Ottersleben; PLZ 39116
Benannt nach dem Gewürz Rosmarin.
Roßlauer Straße; Stadtteil Brückfeld; PLZ 39114
Benannt nach der Stadt Roßlau. Die Straße wurde in den Jahren 1911 bis 1914 angelegt.
Rostocker Straße; Stadtteil Neue Neustadt; PLZ 39124
Die Straße trägt den Namen der Stadt Rostock.
Rotdornweg; Stadtteil Hopfengarten; PLZ 39120
Diese Straße wurde nach der Pflanze Rotdorn benannt.
Rote Mühle; Stadtteil Beyendorf-Sohlen; PLZ 39122
Die Benennung geht auf die hier an der Sülze ursprünglich befindliche Wassermühle „Rote Mühle“ zurück. Der Mühlenhof besteht mit der Hausnummer 1 noch heute, allerdings nicht mehr in der Funktion als Mühle.
Roteisenweg; Stadtteil Alt Olvenstedt; PLZ 39130
Benannt nach dem Mineral Roteisen. Mit der Benennung folgte der Stadtrat am 7. Februar 2002 dem Vorschlag des Arbeitskreises Alt Olvenstedt, der für die Straßen im neuen Wohngebiet „An den Röthen“ Begriffe der Geologie vorgeschlagen hatte. Die Gesteine und Mineralien kommen jeweils im Stadtgebiet der Stadt Magdeburg vor.
Rotekrebsstraße; Stadtteil Altstadt; PLZ 39104
Diese Straße verlief zwischen Grünearmstraße (heute in etwa Weitlingstraße) und Jakobstraße. Der westliche Anfang der Straße lag in der heutigen Weitlingstraße etwa auf halbem Weg zwischen dem heutigen Beginn der Peterstraße und Blauebeilstraße. Der Name der Straße ging auf das Hauszeichen des Hauses „Zum roten Krebs“ zurück. Dieses Gebäude war das Eckhaus Jakobstraße/Rotekrebsstraße. Es gehörte mit der Hausnummer 35/36 zur Jakobstraße, bei einer späteren Umnummerierung erhielt das Grundstück die Nummern 38a/38b. Bis 1662 gehörten zu diesem Gebäude auch die Hausnummern 19 und 20 der Rotekrebsstraße.
Das Gebiet wurde durch Luftangriffe im Zweiten Weltkrieg stark zerstört. Im Zuge des sich nicht an die gewachsene Stadtstruktur haltenden Wiederaufbaus der Stadt wurde die Straße überbaut. Heute befinden sich in diesem Bereich zur Peterstraße gehörende Plattenbauten aus der Zeit der DDR. An einer Stelle wird der alte Straßenverlauf von der zum Teil in Nord-Süd-Richtung verlaufenden neuen Peterstraße gekreuzt.
Rötgerstraße; Stadtteil Altstadt; PLZ 39104
Diese Straße wurde nach dem in Magdeburg tätigen Pädagogen und Theologen Gotthilf Sebastian Rötger benannt.
Rothenseer Graseweg; Stadtteil Stadtfeld West; PLZ 39110
Heute:
westlicher Teil: unbenannt
mittlerer Teil: Sperlingweg
östlicher Teil: teilweise Eisvogelstraße
Der Rothenseer Graseweg lief parallel zum Neustädter Bierweg aus Richtung Diesdorf in die Richtung von Rothensee. Er begann an der Kreuzung von Harsdorfer Straße und Zum Lindenweiler und führte zur Kreuzung von Olvenstedter Chaussee und Rennetal. Durch die Neuanlage von Wohngebieten wurde die Straße in der zweiten Hälfte des 20. Jahrhunderts überbaut. Nur der südwestliche Teil des Straßenverlaufs blieb bestehen, ist heute jedoch ohne Benennung.
Rothenseer Straße; Stadtteile Alte Neustadt und Neue Neustadt; PLZ 39106 und 39124
Diese Straße wurde nach dem heute zu Magdeburg gehörenden Ort Rothensee benannt, in dessen Richtung die Straße von der Alten Neustadt aus führt.
Institutionen, Bauwerke, Denkmäler:
- Haus Nr. 25–27, Behelfswohnungen, erbaut 1918 zur Linderung der Wohnungsnot nach dem Ersten Weltkrieg.

Rothenseer Weg; Stadtteil Sülzegrund; PLZ 39128
Diese Straße wurde nach dem heute zu Magdeburg gehörenden Ort Rothensee benannt.
Röthestraße; Stadtteil Diesdorf; PLZ 39110
Die Röthe ist eine Tümpelquelle am Stadtrand.
Rotkelchenstraße; Stadtteil Stadtfeld West; PLZ 39110
Die Straße wurde nach der Vogelart Rotkehlchen benannt.
Rottersdorfer Straße; Stadtteil Sudenburg; PLZ 39112
Vormals: Morgenstraße
Diese Straße ist nach dem bis in das Mittelalter bestehenden und dann zur Wüstung gewordenen Dorf Rottersdorf benannt.
Institutionen, Bauwerke, Denkmäler:
- Sankt-Marien-Kirche, katholische Kirche, erbaut 1867 nach Plänen von Arnold Güldenpfennig im neogotischen Stil.

Rotweg; Stadtteile Alt Olvenstedt und Großer Silberberg; PLZ 39130
 ?
Rousseaustraße; Stadtteil Fermersleben; PLZ 39122
Vormals: Varziner Straße
Benannt nach dem französisch-schweizerischen Schriftsteller und Pädagogen des 18. Jahrhunderts Jean-Jacques Rousseau. Mehrere Straßen der Nachbarschaft tragen Namen von Pädagogen.
Rübeländer Weg; Stadtteil Lemsdorf; PLZ 39118
Diese Straße wurde nach dem heute zu Oberharz am Brocken gehörenden Höhlenort Rübeland benannt. In diesem Stadtteil tragen viele Straßen geographische Namen aus dem Harz.
Rübengrund; Stadtteil Alt Olvenstedt; PLZ 39130
Die Benennung dürfte auf die in der Region Magdeburg wirtschaftlich bedeutende landwirtschaftliche Nutzpflanze Zuckerrübe zurückgehen.
Rubensweg; Stadtteil Nordwest; PLZ 39128
Vormals: Luckertstraße
Die Straße wurde nach dem flämischen Maler Peter Paul Rubens benannt.
Rückertstraße; Stadtteil Nordwest; PLZ 39128
Benannt nach dem deutschen Dichter, Übersetzer und Orientalisten Friedrich Rückert.
Rudolf-Wolf-Straße; Stadtteil Leipziger Straße; PLZ 39112
Vormals:
Rudolf-Wolf-Straße
Ernst-Brandt-Straße
Diese Straße wurde nach dem Magdeburger Industriellen Rudolf Ernst Wolf benannt.
Rumeystraße; Stadtteil Sudenburg; PLZ 39116
Vormals: Boelckestraße
Heute: Ernst-Toller-Straße
Diese ursprünglich zu Ottersleben gehörende Straße war ursprünglich nach dem deutschen Kampfpiloten des Ersten Weltkrieges Fritz Rumey benannt.
Rungeweg; Stadtteil Nordwest; PLZ 39128
Benannt nach dem deutschen Maler der Romantik Philipp Otto Runge.
Rüsternweg; Stadtteil Hopfengarten; PLZ 39120
Diese Straße trägt den Namen der Pflanzengattung der Rüstern.